# Wartenberg (Muttenz)
De Wartenberg is een opvallende vrijstaande berg in het kanton Basel-Landschaft, binnen de Zwitserse gemeente Muttenz. De berg (479 m) maakt deel uit van de uitlopers van het Jura gebergte. Op de top bevindt zich een driedelige middeleeuwse ruïne, waarvan alle delen de naam Wartenburg dragen. Ter onderscheiding worden ze de voor- de midden- en de achter-Wartenburg genoemd.

## Berg
De Wartenberg is een bergplateau zuidoostelijk van het dorp Muttenz en maakt deel uit van de uitlopers van het Juragebergte en loopt door in het Gempenplateau in de richting van het kanton Solothurn. Het hoogste punt van de Wartenberg is dus 479 meter en ligt ca. 200 meter van Muttenz.
De Wartenberg heeft door haar omvang en grootte al sinds de bronstijd bewoning gekend voor defensieve doeleinden en ook als een soort toevluchtsoord. Zo zijn er door onderzoekers door de jaren heen pijlen, lansen, kraaltjes, messen en sieraden gevonden.

## Ruïne(s)
In 1027 besloten keizer Koenraad II van het Heilige Roomse rijk en Rudolf III van Bourgondië de Wartenberg te kiezen als grensmarkering van hun beider rijken en werd er een hoogteburcht gebouwd als grenscontrole en uitkijkpunt. De eerste burcht bestond uit houten palissades.
Aan het einde van de 13e eeuw, na jaren van bouwen en uitbreiding, vormde de drie burchten een eenheid. Het bezit van de Wartenberg en het omliggende landgoed met het dorp Muttenz, viel aan het prinsbisdom Straatsburg toe. Wie de gronden beheerde in naam van het bisdom Straatsburg valt tot nog toe niet te achterhalen, vermoedelijk werd het in de 11e eeuw in leen gegeven aan de graven van Homberg. Vanaf 1250 had het adellijk huis Frohburg het beheer over de burchten in naam van het bisdom. In 1376 krijgen de Habsburgers het in  bezit, deze geven het in leen aan de familie Münch van Münchenstein.
In de 15e eeuw kwam het leenbeheer in handen van Petermann Sevogel en een aantal van zijn nakomelingen. Eind 15e eeuw trok de Luzerner schout Jakob von Hertenstein met volgelingen naar de burcht toe en eiste de burchten op.
In de 16e eeuw kwam de Wartenberg met burchten in bezit van de stad Basel. 
De ruïnes zijn sinds de 17e eeuw niet meer onderhouden en zijn verpauperd tot wat het nu is geworden.

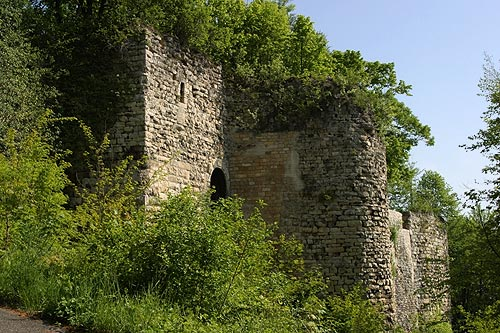
De voorburcht
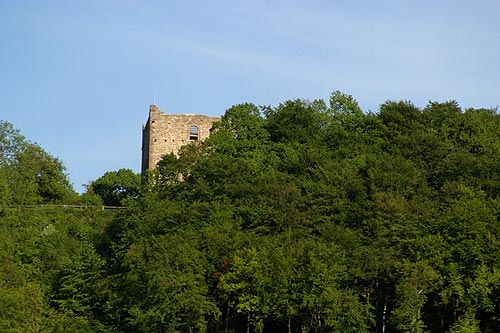
De middenburcht (Don jon)
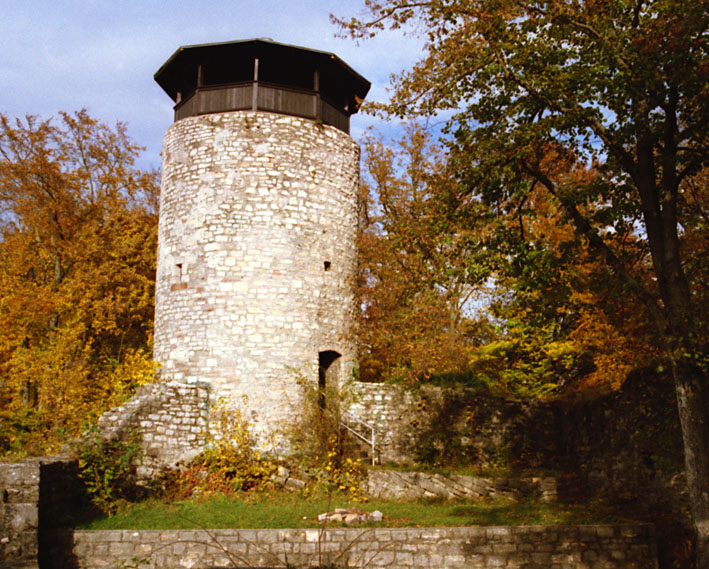
De achterburcht
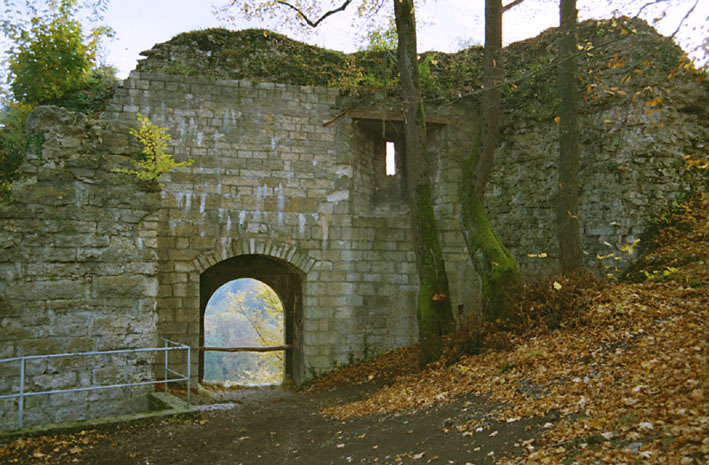
De voorburcht